# Список персонажей серии Prince of Persia
В данном списке представлено описание персонажей серии игр Prince of Persia. Персонажи сгруппированы по играм, в которых они впервые появились.

## Персонажи оригинальной серии

### Prince of Persia

#### Принц
Рано осиротев, Принц провёл детство в одиночестве, так и не зная родных. Исключительное акробатическое проворство и острый ум помогли ему выжить на опасных улицах Древнего Вавилона. Так он и жил, пока прекрасная Принцесса, дочь Султана, не полюбила его. С тех пор прошло много времени. Принц повзрослел, приоделся, научился неплохо пользоваться разными видами оружия и высоко прыгать.

#### Принцесса
Единственная любовь Принца, дочь Султана. Именно из-за неё он неоднократно рискует жизнью. Она умна и красива.

#### Джаффар
Визирь Персии. Главный антагонист игр Prince of Persia и Prince of Persia 2: The Shadow & The Flame. Умирает от руки принца во второй части.

#### Тень
Потенциальное альтер эго принца. В первой части везде мешает принцу и, наконец, умирает на одном из последних уровней от руки последнего. Во второй части объединяется с принцем, чтобы убить Джаффара навсегда.

#### Султан
Отец принцессы. Ведёт войну с другой страной, поэтому всё время отлучается на битву. Во второй части мы узнаём, что султан трагически погиб и новым правителем становится принц.

### The Shadow and the Flame

#### Ассан
Ассан — младший брат султана, который насильно захватывает власть из-за того, что перед смертью султана последний передал власть принцу, а не ему. Очень туп и жаден. После смерти Рагнора его дальнейшая судьба нам неизвестна.

#### Рагнор
Тупой, хромой и уродливый сын Ассана. Полу-человек, полу-тигр. Умирает от руки принца.

#### Пламя
Добрый дух, джинн, который обитает на проклятом острове. Помогает принцу и Тени в уничтожении Джаффара, вселившись в меч, найденный принцем на острове. Когда принц сжигал мечом Джаффара, у джинна ушли все жизненные силы, из-за чего он и погиб.

#### Толстяк Фат / Привратник
Злой и беспощадный слуга Джаффара. Умелый боец, но при этом очень медлителен. Умирает от руки принца (или падает в пропасть). В игре Prince of Persia Classic его заменяет Привратник — копия обычных стражников, но гораздо сильнее и страшнее в бою.

## Персонажи серии The Sands of Time

### The Sands of Time

#### Принц
Младший сын царя Шарамана. Он искусно владеет холодным оружием, а также имеет потрясающие акробатические способности . Имеет привычку разговаривать с самим собой.
В начале The Sands of Time представлен юным и наивным, его волнует воинская слава и желание понравиться отцу. Из-за его действий населения королевства Азад превращается в песчаных зомби и Принц стремится это исправить. После того как он объединяется с Фарой, то Принц проникается симпатией к красавице и со временем влюбляется в неё, а она — в него. Но из-за того, что в конце игры он отматывает время, то их совместные приключения помнит только он, и Фара не испытывает к нему никаких чувств. Из-за выпавших на его долю испытаний престолонаследник становится более ответственным и опытным.
Во время событий игры The Forgotten Sands (версии для PS3, Xbox 360 и PC) Принц отправляется поучиться воинскому искусству у своего старшего брата Малика. Но его королевство оказывается под атакой врагов и Малик, пытаясь отразить нападение, прибегает к помощи опасных сил. В конце концов Принц вынужден убить своего брата, одержимого злым духом, что заставляет героя возмужать. В версии для Nintendo Wii Принц находит джинна, которая обещает исполнить три его желания. Перс просит собственное королевство, прекрасную принцессу и бессмертие. Но Принц должен сам захватить королевство, спасти принцессу и не умереть при этом. Но когда принц побеждает древнее зло, захватившее дворец, то теряет и королевство, и принцессу, и джинна. В версии для PSP герой мстит злому духу за убийства своих родственников и спасает само время от уничтожения. В версии игры для Nintendo DS Принца используют для возрождения бога тёмного культа, но тот возвращает бога обратно в небытие.
В Battles of Prince Принц учится управлять армией. На него нападает страж Времени Дахака и Принцу приходиться пожертвовать многим, в попытке спастись от него.

#### Фара
Индийская принцесса, захваченная в плен войсками Персии во главе с царём Шараманом и Принцем. Несмотря на это, она помогает Принцу исправить его ошибку и запереть Пески времени.

#### Визирь
Визирь стоит на службе у магараджи Индии. С ним вместе он исследует загадочный Остров Времени, на котором находит ценнейшие артефакты — Кинжал и Амулет времени, волшебный посох, множество книг, песочные Часы и Песок времени. Прибыв обратно в Индию, из найденных на Острове книг узнаёт о сущности Императрицы времени и способностях Песка. Так как Императрица умерла, превратившись в Песок, можно завладеть его силой и стать не только бессмертным, но и воплощением самого времени. Для этого были нужны Кинжал, хранящийся в сокровищнице Махараджи, и сила Песков, закованных в песочные Часы, что были найдены на Острове. Для того, чтобы их заполучить, он вступил в сговор с персидским королём Шараманом. За то, что Визир, предав своего магараджу, откроет ворота дворца, король пообещал ему любое из сокровищ Махараджи. Но король Шараман не разрешает Визирю взять Кинжал (так как это трофей первой битвы сына короля — персидского Принца) и Часы (они, как и звери, стали подарком для Султана Азада), но милостиво позволено выбрать себе подарок из остальных сокровищ. Мечта о бессмертии вновь ускользнула от него, а времени оставалось мало, ведь Визирь был болен туберкулёзом.
По прибытии в Азад, Визирю вновь представился шанс заполучить желаемое. С помощью хитрости, он заставил Принца открыть Кинжалом времени Часы и выпустить Песок времени. Правда Кинжал вместе с Принцем вновь ускользнул от него. Знания, полученные из книг Императрицы, позволили Визирю избежать печальной участи всех других обитателей и гостей дворца, а также подчинить своей воле Песочных монстров. Старания Визиря могли обратиться в прах, ведь Принц, объединившись с дочерью Махараджи — Фарой — незаметно для него проник в комнату с Часами и собирался вновь закрыть Песок в Часах. Однако промедление Принца сыграло на руку Визирю — он отправил горе-героев в склеп. Правда, Кинжал вновь ему не достался. Из-за своих не пассивных действий, Визирь проморгал ещё одно возвращение Принца. На этот раз последнее. Принц вернул Время вспять, отказавшись от дара бессмертия, предложенного Визирем.
Войдя в комнату Фары, перед штурмом дворца Персидскими войсками, Визирь увидел Принца с Принцессой, и в сердце его проникло сомнение. Появился повод убить и наглую девчонку, и заносчивого Принца. Во время короткого поединка, Визирь был убит Принцем.
После предотвращения создания Песков времени в «Схватке с Судьбой» история повернулась иначе. Во время экспедиции на Остров времени, не было найдено ни Императрицы, ни Песков.
Странные письмена украшали стены дворца. Истории об Императрице Времени. Но следов этого загадочного существа мы не нашли © (Визирь, объясняясь перед Кайлиной, перед тем, как убить её).

Визирь убивает Кайлину

Из книг Кайлины, Визирь узнал о способе стать бессмертным, но не мог ничего сделать, оставив эту идею. Но, через некоторое время Кинжал начал показывать различные видения, призывая Визиря в Вавилон. Махараджа Индии не разделял азарта своего визиря, за что поплатился жизнью. Захватив земли своего бывшего владыки, а также его армию, Визирь отправился в поход на Вавилон. Во время боёв за город, он, вместе со своими генералами получает ещё одну радостную весть — захвачена Императрица Времени. Объяснившись с ней, он пронзает Кайлину Кинжалом времени, выпуская сущность Песков. Теперь опасаться нечего: Вавилон пал, Императрица мертва, дочь Махараджи в тюрьме, взявшийся, откуда не возьмись, персидский Принц остановлен Генералами. Визирь вонзает в свой живот Кинжал времени и с помощью Песков получает огромную власть и называет себя Зерваном — богом времени. Кинжал больше не нужен, пора превращать порабощённых персов в верных песчаных монстров и добить оставшихся защитников — короля Шарамана с персидскими воинами. Но упущение из рук Кинжала — ещё одна ошибка, за которую Визирь и поплатился. Принц Персии забрал его, тем самым приостановив собственное превращение в песчаного монстра и вместе с Фарой пытается остановить новоявленного бога Времени. В результате на вершине Вавилонской Башни происходит эпическая битва между богом Зерваном и Принцем Персии. Визирь был уничтожен с помощью того же злополучного Кинжала.

#### Король Персии Шараман
Шараман — персидский король, отец Принца. Договорившись с Визирем, чтобы тот открыл персидской армии путь к завоеванию Индии, король, скорее всего, как и Принц не смог понять значения слов: «Не берите к себе на службу человека, предавшего своего повелителя — он может предать и вас». Взяв к себе на службу этого предателя, персидский король и не догадывался, чем это обернётся. В результате своей ошибки персидский король был превращён в ужасного песчаного монстра, а вместе с ним обратились и все его подопечные. Чтобы защитить себя и Фару, Принц убивает песочного короля, следовательно, и своего отца.
В Two Thrones его судьба была изменена — он погиб, защищая своё королевство от солдат Визиря. Именно его тело находит в подземельях Принц, находясь в своей тёмной (песчаной) форме, и осознание собственного зла придаёт тому сил, чтобы отбросить в глубины сознания Тёмную сторону.

### Warrior Within

#### Императрица времени Кайлина
Могущественная повелительница острова времени, которая также как и Принц хочет изменить свою судьбу.

#### Шади
Девушка-пират, напавшая на корабль Принца, правая рука Императрицы и опасный враг, владеющий двумя мечами. Она как никто заинтересована в смерти Принца, поскольку знает, что он попадает на Остров с единственной целью — расправиться с её госпожой. Шади погибает в ссоре с Императрицей.

#### Старик
Вавилонский мудрец воспитывал Принца, когда тот был ребёнком. Старик очень мудр и многое знает о Песках времени и месте их создания. Во время событий Battles of Prince of Persia он наносит Принцу татуировку «Знак царя», которая показывает, что Принц может руководить армией Персии наравне со своим отцом — царём Шараманом. Также открывается его имя — Аркабар. В Warrior Within, он сообщает принцу, что тот не сможет изменить свою судьбу и остановить демона времени Дахаку. В The Two Thrones он сплачивает освобождённых жителей Вавилона, чтобы поднять восстание против армии Визиря, и задержать их, чтобы Принц и Фара смогли остановить Зервана. Его судьба после победы над Визирем неизвестна. Персонаж появляется только в заставках.

#### Дахака
Демон времени, целью которого является убить Принца за то, что он нарушил поток времени, изменив своё будущее с помощью Песков Времени. Дахака не владеет оружием, но убить его невозможно. Ограничивает Дахаку только вода, поскольку та является олицетворением жизни и, следовательно, противоестественна для Дахаки, который является вестником смерти. Меч Воды — единственное оружие, способное причинить вред Дахаке. В большинстве случаев Принц вынужден спасаться бегством.

#### Песчаный дух
Надев Маску Духа (англ. the Mask of the Wraith) в одном из этапов своего странствия по Острову Времени, Принц превращается в Песчаного духа (англ. the Sand Wraith). Песчаный дух может практически без ограничений использовать силы Песков Времени, но его здоровье постепенно убывает — в отличие от Тёмного принца, не до смерти: здоровье снижается лишь до ¼.
При этом, во время ношения волшебного артефакта, Принц сохраняет свои личность, воспоминания, бойцовские навыки, включая мастерство владения разными видами оружия. Это говорит о том, что Маска лишь исказила его внешне и он не был одержим другим сознательным существом.

### Battles of Prince of Persia

#### Дариус
Прославленный персидский военачальник, друг и наставник Принца. Учит молодого престолонаследника основам военного мастерства. Присутствует при нападении Дахаки на Принца и спасает его ценой своей жизни.

#### Мехри
Мать принца и Малика, Жена царя Шарамана. Родом из Индии. Когда войска Калима напали на Вавилон, она попыталась остановить сражение, но погибла от случайно стрелы. Её смерть очень сильно повлияла на Принца и на его отношения с отцом.

#### Калим
Принц Индии, сын Магараджи и брат Фары. Появляется в игре Battles of Prince of Persia как игровой персонаж. Является полководцем индийской армии и сражается с персами и дэвами.

#### Арун
Генерал индийской армии и друг Калима. Игрок может управлять им в Battles of Prince of Persia.

#### Даэвы
Древний народ магов, который был проклят и превращён в демонов. Его ведут три генерала — Саурва, Синдра и Аэсма. Много лет назад Визирь Индии влюбился в Синдру и был так увлечён ей, что заставил её брата — князя дэвов Саурву — украсть у царя Персии могущественный артефакт — Шкатулку тысячи оков, — иначе Визирь угрожал убить его жену. Когда индиец получил Шкатулку, то убил жену Саурвы. Синдра отказала Визирю, и тот в гневе запер всех дэвов в Шкатулку, которую спрятал в пустыне, а на Синдру наложил заклинание забвения. Когда спустя многие годы персидский Принц находит Шкатулку, то он случайно освобождает дэвов, которые вынуждены служить Визирю под угрозой нового заточения. Они атакуют армии Индии и Персии, нанося им сокрушительные поражения. В конце концов к Синдре возвращается память — она становится во главе дэвов и объединяется с персами против Визиря.

### The Two Thrones

#### Тёмный принц
Оборотная сторона личности Принца, рождённая Песками Времени. Она жестока, безрассудна, безжалостна и эгоистична. Стремится полностью взять под контроль тело Принца и получить власть над Вавилоном.

#### Генералы Визиря
Сильнейшие воины армии скифов Визиря, которые помогли ему захватить Персию. Они присутствовали при убийстве Кайлины и выделившийся при этом песок преобразовал их в песчаных существ.
- Кломпа — генерал Визиря, в человеческой форме владел копьём и носил маску в виде морды обезьяны. При убийстве Кайлины преобразуется в гигантского монстра без нижней челюсти и вооружённого огромным ятаганом. Кломпа выбирает своим логовом арену, в подземельях которой держит пленённых им жителей Вавилона. Принц его ослепляет, а потом сильно ранит и убивает, после чего выпускает пленных.
- Махасти — женщина из Дома Кошки — скифского племени, отличавшихся особой ловкостью и тем, что оно большей частью состояло из женщин. В человеческой форме использует цепь, с помощью которой пленит Принца перед убийством Кайлины и которой затем пользуется Тёмный принц. Носит слоноподобную маску. В отличие от прочих затронутых песком существ, она внешне практически не изменилась, зато стала невероятно быстра и ловка. Махасти обосновалась в борделе, где держала захваченных ею женщин. Она сталкивается с Принцем и Фарой, но убегает от них. Принц бросается в погоню и во время битвы с ней превращается в Тёмного Принца, в облике которого он, в приступе ярости, сбрасывает Махасти с уступа.
- Топор и Меч — два воина-близнеца, которые из-за скифских обычаев принадлежат к разным племенам — Домам Паука и Скарабея соответственно. Топор использует носорожью маску, а Меч — в виде клюва сокола. Вооружённые соответственно именам топором и мечом. Вместе братья сражаются как одна непреодолимая сила. Сначала Топор запирает Принца в горящей мастерской, где уже находились пленные вавилоняне. Принц сбегает, спасая сограждан от гибели в огне, и бросается за Топором в погоню на колеснице. Близнецы атакуют Принца внутри огненного кольца. Герой убивает Меча, но падает в изнеможении. Топор, в ярости от гибели брата, хочет убить Принца, но его самого сражает стрела, выпущенная Фарой.

### The Forgotten Sands

#### Малик
Старший брат Принца, и он был его наставником, когда они были моложе. Подобно взрослым, эти двое любят поспорить друг с другом. Принц считает Малика лидером и слушается его даже тогда, когда тот не прав. Малик же защищает Принца и считает, что его младший брат не понимает, как это — быть хорошим лидером. Однако, Малик упрям — он защищал королевство в течение многих лет и теперь отказывается его бросить. Чтобы остановить вражескую армию, он будет использовать всё необходимое, включая магию — которую он не совсем понимает. После освобождения мистической армии Малик, чувствуя появление новых сил, отказывается отдать вторую часть медальона Принцу, думая что Принц хочет обладать его новыми силами. После первой битвы с Раташи, ифрит вселяется в тело Малика и управляет им. В конце концов Принц побеждает злодея, но его брат при этом умирает.

#### Разия
В версии для PC, PS3, Xbox 360 Разия — королева одного из народов джиннов, пребывала в королевстве в течение многих столетий; её магия бережёт воду, которая до сих пор не исчезла в пустыне. Она помнит песчаную армию — она была одной из тех, кто её запечатал. Когда она осознаёт то, что случилось, она берётся помогать Принцу — частично упрекая его в том, что тот позволил Малику освободить армию. Разия — девушка королевских кровей, она строга и не спрашивает совета, а даёт приказания. Принц же не привык смотреться слугой, и потому выглядит недовольным.
В версии для NDS также является королевой джиннов, но выглядит совершенно иначе. Её вместе с принцем захватывает таинственный культ, который планирует оживить своего предводителя с помощью силы королевы джина и крови принца Персии. Герой и джинн останавливают планы секты, но Разии приходится пожертвовать своей жизнью.

#### Раташи
Повелитель эфритов, восстал против договора между джиннами и людьми ещё во времена царя Соломона. С помощью своей силы он создал из песка пустыни армию, которая очень скоро вышла из-под его контроля. В конце концов царь Соломон и лидеры джиннов заточили Раташи и его армию. Теперь, когда он вырвался на свободу, он снова посылает свою армию против человечества. После своего «поражения» вселяется в тело Малика, подавляя его разум. Принцу и Разии удаётся остановить Раташи, ценой жизни джинна.

#### Зара
В версии для Wii Зара является последней представительницей племени джиннов, которые дали обещание победить древнее зло — Хаому, но все погибшие при этом. Заре удаётся спрятаться, а нашедшему её принцу джинн обещает выполнить три желания, но на самом деле вынуждая Принца бороться с Хаомой. В конце концов жертвует собой, оставаясь запертой в эфирном мире ради спасения Принца.

#### Сёстры времени
В версии для PSP Хелем, Тала, Ламия и Намаян — четыре сестры-духа, которые управляют соответственно Настоящим, Прошлым, Будущим и Судьбой. Их пленил правитель духов огня Ахиуд, чтобы поглотить силу времени и стать богом. Но Хелем избегает плена и начинает помогать Принцу освободить своих сестёр.

#### Аихуд
В версии для PSP является главным антагонистом. Он захватывает четырёх духов — Сестёр времени, чтобы поглотить их силу и стать богом. Но от них он узнаёт, что ему суждено погибнуть от рук человека царственного рода, он создаёт Песочного убийцу, которых начинает убивать представителей благородных семей.

## Персонажи новой серии

### Принц
Грабитель гробниц и сокровищниц, известный как Принц, теряет в песчаной буре своего осла Фару, гружённого драгоценностями. Он встречает принцессу Элику, и вместе они должны остановить злого бога Ахримана.

### Элика
Принцесса и чародейка, помогает принцу своей магией остановить, то что сотворил её отец. Всегда ходит босиком.

### Скорбящий Король
Последний правитель королевства ахуров и отец Элики. После смерти своей жены впал в траур, из-за которого перестал следить за королевством. Поэтому не заметил, что Плодородные земли, поддерживающие древо жизни, начали иссякать, а его дочь отправилась исцелить их, но умерла в пустыне. после смерти принцессы совершил сделку с воплощением зла — богом Ахриманом. Божество воскресило его дочь, но за это царь освободил Ахримана и стал служить ему.

### Ахриман
Тёмный бог разрушения и зла. Давным-давно Ахриман собрал обманом и ложью многочисленных соратников, накопил силы и нарушил мировой баланс, напав на своего брата Ормузда. Тому удалось заточить злодея в Древо жизни, питаемое Плодородными землями и охраняемое добропорядочным племенем ахуров. Но последний король ахуров освободил бога зла и тьма нависла над миром.

### Ормузд
Светлый бог добра и созидания. Когда его брат Ахриман напал на него, то Ормузд смог победить его в колоссальной схватке и заточить
в магическую темницу внутри Дерева жизни. Но видя сколько разрушений породила эта война Ормузд удалился к звёздам, чтобы охранять баланс тьмы и света.

### Тёмные
Ахриман нуждался в верных воинах и помощниках для противостояния с ахурами, служащим его брату — богу Ормазду. Он соблазнял и обманывал людей, которые рискнули обратиться к нему за помощью в исполнении своих целей. Но бог зла коверкал желание, заставляя, в конечном итоге, служить себе. Тёмные были генералами в армии Ахримана. После войны с Ормуздом из них выжило только четверо, которые были заключены вместе с Ахриманом в тюрьму. После того, как Скорбящий король срубил Древо жизни, они освободились и стали заражать земли тьмой, чтобы ослабить темницу своего господина.

#### Охотник
Жестокий и хитрый зверь, который использует ловкость и скорость в битвах. Раньше он был принцем, который страстно любил охоту, но постепенно он убил всех самых опасных зверей в своём царстве и устал от недостатка достойных противников. Но однажды он увидел необычного зверя. Когда он погнался за ним, зверь то и дело превращался в различных животных, а потом спрятался в пещере. Когда принц забрался туда, увидел Ахримана. Бог тьмы предложил сделку — принц будет служит ему, а бог исполнит его желание и даст возможность охотиться на самых опасных зверей. Но Ахриман исказил желание принца и превратил его в полу разумное животное. Отныне самые отважные и умелые охотники пытались сразить монстра, а он охотился на них.
Вместе с другими тёмными пытается освободить своего господина. Он несколько раз использует ловушки против принца и Элики, но в конце концов, побеждён ими. Элика исцеляет душу бывшего принца и тот мирно умирает.

#### Алхимик
Коварный учёный, использующий науку для совершения зла. Когда-то он был одним из величайших учёных племени ахуров, но движимый жаждой знаний, он стал бездушным и холодным человек, позволив эмоциям встать на пути к его экспериментам. Однако здоровье стало подводить его и он впал в отчаяние, ведь с его смертью пропадут все его знания. Он молил Ормузда о помощи, но жестокость учёного отвратила бога. Тогда учёный обратился к тёмному богу Ахриману, и тот дал ему формулу вечной жизни в обмен на его душу. Но эта была самая сложная алхимическая формула и учёный в попытках решить её окончательно подорвал здоровье. Вскоре он умер и Ахриман получил нового слугу. После смерти и перерождения в Тёмного Алхимик понял, что он получил то, что хотел — он может жить вечно и продолжать свои эксперименты, пока жив его бог.
Он стремится освободить Ахримана и продолжить свои исследования. Он разрушает Плодородные земли с помощью своих хитроумных механизмов. Во время боёв пытается переманить Принца на свою сторону, обещая ему поделиться с ним бессмертием. В итоге герои побеждают его, а затем Элика очищает душу грешного учёного, позволяя ему умереть.

#### Наложница
Женщина, вносящая раздор между людьми с помощью своих иллюзий. Многие годы назад она стремилась к власти и богатству, но несмотря на свой ум, она оставалась женщиной и не могла участвовать в политике. Поняв это, она стала использовать свою красоту, чтобы влиять на королевский двор. Но когда Наложница увлеклась могущественным человеком, другая женщина из-за ревности наняла человека, который жестоко избил Наложницу, оставив шрамы на её лице. Лишённая своей красоты, и тем самым своего влияния она обратилась к Ахриману за властью. Она получила способность читать желания человека, на которого она хотела произвести впечатление и трансформироваться, чтобы соответствовать его желаниям. Была и обратная сторона: она не могла долго держать приобретённую форму, из-за чего ей приходилось сбегать от него и принимать новую форму, чтобы снова привлечь внимание. Она соблазнила многих мужчин, и быстро забыла, кем является сама. Она стала верной слугой Ахримана, используя свои иллюзии во зло.
Также как и другие слуги Ахримана пытается помешать Принцу и Элике исцелить Плодородные земли. Она пытается соблазнить дуэт героев обещаниями власти, рассорить хитростью и обмануть иллюзиями. Но ей это не удаётся, и она проигрывает бой. Элика изгоняет Тьму из души женщины перед её смертью.

#### Воин
Могучий и неуязвимый, он обладает огромной силой. Давным-давно он был царём мирного народа, на который напал опасный враг. Жители не стали сражаться из-за своего миролюбивого нрава и враги начали убивать их, тогда царь обратился к единственному, кто, как он думал, сможет ему помочь — к богу зла Ахриману. В обмен на его душу, Ахриман дал царю власть, чтобы победить армию противника и спасти свой народ. Но в процессе этого царь был превращён в воинственного и неуязвимого монстра. Миролюбивые жители отвергли своего царя, видя его единственной целью войну. После этого царь стал служить Ахриману, чтобы сокрушать его врагов.
Воин противостоит попыткам Принца и Элики очистить Плодородные земли от Тьмы. Его неуязвимость к атакам Принца и магии Элики не позволяет нанести ему вред, но герои используют окружение и побеждают его раз за разом. В последнем бою Воин проигрывает и, когда Элика освобождает его душу, он отбрасывает их в сторону. По мнению Принца это была последняя попытка убить их, а Элика считает, что воин спас их от разрушающейся крепости.

### Зал
Могучий маг был частично затронут искажением. Теперь он союзник принца, который не может ему доверять, но который нуждается в нём. Появлялся в игре Prince of Persia: The Fallen King

## Персонажи фильма

### Принц Дастан
Сирота, которого усыновил царь Шараман. Ложно обвинённый в убийстве своего отца, он объединяется с Таминой, чтобы остановить визиря. Роль исполнил Джейк Джилленхол.

### Тамина
Принцесса Аламута. Сначала настороженно относится к Принцу, но потом между ними возникают романтические чувства. Роль исполнила Джемма Артертон.

### Низам
Коварный визирь, который хочет использовать силу Песков Времени, чтобы вернуться в тот день, когда он спас своего брата, ставшего впоследствии царём, и на этот раз обречь его на гибель, чтобы стать царём самому. Для этого ему нужен Кинжал Времени, который оказывается трофеем Дастана. Роль исполнил Бен Кингсли.

### Царь Шараман
Царь Персии, убитый Низамом. Роль исполнил Рональд Пикап.

### Принцы Тас и Гарсив
Родные сыновья Шарамана и братья Дастана. Роли исполнили Ричард Койл и Тоби Кеббелл.

### Шейх Амар
Захватывает Дастана и Тамину в плен, но затем становится их союзником. В его роли Альфред Молин. В комиксе Prince of Persia: Before the Sandstorm Дастан присылает в благодарность за помощь Амару множество драгоценностей, но тот не помнит, что помогал принцу из-за того, что Дастан изменил прошлое. Считая, что ему просто повезло, он устраивает роскошный пир. Но из-за дурной репутации Амара губернатор города решает, что драгоценности были украдены и приговаривает Амара и его людей к смерти. Чтобы спасти свою жизнь, Амар рассказывает якобы произошедшую историю своей встречи с Дастаном: когда тот был простым мальчишкой и влюбился в принцессу, за что злой визирь бросил его в темницу, где он встретил Амара, который помог бежать из тюрьмы (это история отсылает к сюжету самой первой игры о Принце), за что тот видимо его и отблагодарил. Губернатор не верит, тогда Сесо рассказывает историю своей встречи с шейхом, чтобы доказать его честность. Но градоначальник всё равно непреклонен и приказывает казнить их, но Амар и Сесо удаётся сбежать.

### Сесо
Помощник и телохранитель Амара из племени Нбака. Шейх спас ему жизнь и теперь Сесо служит ему в благодарность. Великолепно метает ножи. В комиксе Prince of Persia: Before the Sandstorm вместе с Амаром обвиняется в воровстве драгоценностей присланных принцем Дастаном за некую помощь. Чтобы изменить приговор Амар рассказывает свою историю встречи с Дастаном, но губернатор не верит такому проходимцу как Амар. Чтобы изменить это мнение, Сесо рассказывает как Амар спас ему жизнь. Правитель города не склонен доверять чужестранцу и не изменяет приговора. Тогда он из танцовщиц, Динарзад, которую вместе с Амаром и Сесо обвиняют в воровстве рассказывает, что члены племени Нбака славятся своей правдивостью и рассказывает историю о том как другую танцовщицу спас соплеменник Сесо, когда ту пытались заставить стать ассасинкой. Губернатор всё равно приговаривает Амара и Сесо к повешению, но те успели сбежать.

## Персонажи комиксов

### Персонажи Prince of Persia: The Graphic Novel
- Принц Гуив — принц Персии в IX веке. Его пытается убить его брат Лейс. Но на самом деле, оказывается, что Гуив — один из двух оставшихся членов предыдущей династии, которых убил отец Лейса. Гилян, жена Лейса и сестра Гуива, уговаривает мужа пощадить брата, и того изгоняют в пустыню. В горах он встречает волшебную птицу Турул, которая приводит его к разрушенной башне на вершине горы.
- Фердос — юноша из XIII века, который спас принцессу Ширин. Он утверждает, что является Лейсом, хотя похож на Гуива. Вместе они оказываются в разрушенной цитадели птицы Турул.
- Принцесса Ширин — принцесса города Марв в XIII века, которая сбежала из дворца от злого и коррумпированного отца — царя Самана, в поисках своего учителя танцев Арсалана. Встретила юношу Фердоса, вместе с которым попала в цитадель птицы Турул.
- Турул — магическая птица, похожая на гигантского павлина, которая перемещает героев во времени, чтобы они смогли победить зло.

### Prince of Persia: Before the Sandstorm
- Динарзад — танцовщица, которую вместе с шейхом Амаром и Сесо обвинили в воровстве драгоценностей принца Дастана. Чтобы доказать правдивость Сесо, и тем самым избежать казни, она рассказывает историю своей знакомой рабыни, которую спас от ассасинов соплеменник Сесо.
- Шарзад — танцовщица, которую вместе с шейхом Амаром и Сесо обвинили в воровстве драгоценностей принца Дастана. Стараясь избежать казни за это, она рассказывает историю детства женщины, на который женится принц Дастан — принцессы Тамины.
- Носильщик — его вместе с шейхом Амаром и Сесо обвинили в воровстве драгоценностей принца Дастана. Чтобы изменить мнение обвиняющего их губернатора рассказывает историю о том, как двоюродный брат жены его брата помог принцу Дастану убить короля демонов на остров, куда они попали после кораблекрушения.
- Губернатор — правитель города, где шейх Амар решил устроить свой пир. Из-за того, что драгоценности, на деньги от которых были устроено празднество, имели знаки персидских правителей, он решил, что они украдены у принца, и решил казнить виновных. Несмотря на истории, которые ему рассказывает обвиняемые, он решает казнить их, боясь прогневать царя.

## Персонажи в игровых рейтингах
- 7 мая 2010 года англоязычный игровой сайт GamesRadar опубликовал заметку, которая была посвящена исследованию сайта MyVoucherCodes.co.uk, который опросил около 1400 мужчин и около 1000 женщин на предмет их любимого игрового персонажа. При этом мужчины выбирали персонажа женского пола, а женщины — мужского пола. В результате для каждого был составлен рейтинг из десяти самым популярных персонажей. Принц занял в рейтинге мужских персонажей второе место, а Фара в женском — восьмое место.[3]
- Кайлина и Фара занимают 26[4] и 25[5] места соответственно в списке 50 величайших женских персонажей в истории компьютерных игр по версии Tom’s Games
- По версии игрового ресурса Playground.ru в рейтинге самых сексуальных героинь компьютерных игр Кайлина и Элика заняли 9 и 3 места соответственно[6].
- Кайлина вошла в список самых сексуальных героинь компьютерных игр, составленным игровым порталом Cre8tive Commando[7]
- PC Games Hardware в 2008 году перечислил Фару[8] и Кайлину[9] среди 112 самых важных женских персонажей в играх.[10]
- Сайт Actiontrip поставил Фару на четвёртое место в своём списке «10 цыпочек из компьютерных игр».[11]
- Кайлина перечислена в числе самых реалистичных героинь компьютерных игр на сайте «Боевой народ»[12]
- По итогам голосования на игровом ресурсе Playground.ru был составлен «Топ-10: Самые сложные боссы», где Дахака занял третье место, получив 1352 голоса[13] В видеообзоре к топу авторы отметили, что самое сложное не победить его в бою, а добиться встречи с ним, найдя 9 пьедесталов здоровья и получив единственное оружие, способное убить Дахаку — Водяной меч.[14]
- Броню Шади включили в список «19 самых непрактичных доспехов» по версии GamesRadar/[15]